# USS Trigger (SS-564)
El USS Trigger (SS-564) fue un submarino clase Tang de la Armada de los Estados Unidos.

## Construcción y características
Fue construido por Electric Boat Co. en la ciudad de Groton, estado de Connecticut. Siendo construido en forma paralela a su hermano USS Tang, se puso su quilla el 24 de febrero de 1949 y fue botado al agua el 3 de diciembre de 1951. Fue comisionado por la Armada de los Estados Unidos el 19 de agosto de 1952.
Su desplazamiento estándar era de 1560 t, mientras que en inmersión desplazaba 2700 t. Tenía una eslora de 82 m, una manga de 8,3 m y un calado de 5,2 m. Era impulsado por un sistema diésel-eléctrico compuesto por cuatro de motores diésel —reemplazados por tres en 1958— y dos motores eléctricos, que transmitían a dos hélices. Podía alcanzar los 15,5 nudos en superficie y 16 nudos en inmersión. Su armamento consistía en ocho tubos lanzatorpedos de calibre 533 mm, seis en proa y dos en popa.

## Servicio
En 1957, navegó en el mar de Groenlandia junto al submarino nuclear USS Nautilus. Luego, participó de la Operación Strikeback de la OTAN. Al año siguiente, entró al Portsmouth Naval Shipyard, donde le cambiaron los cuatro motores diésel de alta velocidad por un trío de motores de velocidad media. El casco fue alargado 9 pies (2,7 m). En 1959, regresó al servicio y se incorporó al Submarine Squadron 4 en Charleston, Carolina del Sur, su nuevo apostadero. Durante los años sesenta, el Trigger desplegó con la Sexta Flota en el mar Mediterráneo en 1962, 1966, 1969 y 1970. Fue objeto de modificaciones bajo el programa SUBSAFE en 1964.
El 5 de septiembre de 1970, el submarino fue asignado a la Flota del Pacífico, trasladando su apostadero a San Diego. El SS-564 se incorporó al Submarine Squadron 3.
El Trigger recaló en San Diego el 5 de abril de 1973. El 25 de junio, inició un curso de habilitación para una tripulación de la Marina Militare. La Armada retiró al Trigger sus registros el 3 de julio de 1973 para su transferencia a Italia. Fue entregado el 20 de febrero de 1974 y fue renombrado como «Livio Piomarta (S-515)». Fue retirado el 28 de febrero de 1986.